# Jan Balbierz
Jan Balbierz (ur. 1964) – polski skandynawista, literaturoznawca, pisarz i tłumacz.
Profesor, pracownik naukowy Instytutu Filologii Germańskiej Uniwersytetu Jagiellońskiego i współpracownik Wyższej Szkoły Europejskiej im. ks. Józefa Tischnera. Autor książek z zakresu skandynawistyki i komparatystyki. Stypendysta Programu Fulbrighta i Fundacji Kościuszkowskiej. Nominowany do Nagrody Literackiej Gdynia 2014 w kategorii eseistyka za książkę „A propos inferna”. Tradycje wynalezione i dyskursy nieczyste w kulturach modernizmu skandynawskiego.
Doktorat uzyskał w roku 1998, habilitację w 2009, a tytuł profesora w 2021.
W 2018 otrzymał nagrodę Akademii Szwedzkiej za popularyzację szwedzkiej kultury za granicą.

## Dorobek naukowy
- Nowy kosmos: Strindberg, nauka i znaki. Gdańsk: Słowo/obraz terytoria, 2008. ISBN 978-83-7453-802-2
- „A propos inferna”. Tradycje wynalezione i dyskursy nieczyste w kulturach modernizmu skandynawskiego. Kraków: Wydawnictwo Universitas, 2013. ISBN 978-83-242-1743-4

## Przekłady
- Ingmar Bergman, Kraków: Secesja, 1994 (współredakcja i przekłady).
- Bo Widerberg, Kraków: Wydawnictwo UJ, 1995. (współredakcja i przekłady).
- Yvan Goll, Kinodram [w:] Niemiecki ekspresjonizm filmowy, Kraków 1995.
- Rudolf Leonhard, Uwagi o estetyce i socjologii filmu [w:] Niemiecki ekspresjonizm filmowy, Kraków 1995.
- Anders Olsson i Daniel Birnbaum, Czarna żółć. Melancholia klasyczna. [w:] Literatura na Świecie 3/95.
- Wolfgang Welsch, Narodziny filozofii postmodernistycznej z ducha sztuki modernistycznej. [w:] Odkrywanie modernizmu. Przekłady i komentarze (red. Ryszard Nycz), Kraków: Universitas, 1998. ISBN 83-7052-900-3
- Renate Lachmann, Demiurg i jego fantazmaty. Spekulacje wokół mitologii stworzenia w dziele Brunona Schulza. [w:] Teksty drugie 6/1999 [59], s. 103-120.
- Arne Melberg, Mimesis Platona, Pamiętnik Literacki 2/2001, s. 5-36.
- Arne Melberg, Teorie mimesis: repetycja.  Kraków: Universitas, 2002.
- Sven Nykvist, Kult światła, Izabelin: Świat Literacki, 2006.
- Anders Bodegård, Jak czytano Szymborską w Szwecji. [w:] Nowa dekada krakowska, nr. 5/6 2013, s. 40-45.